# Badafalva
Badafalva (németül Weichselbaum) falu Ausztriában, Burgenland tartományban, a Gyanafalvi járásban.

## Fekvése
A Rába balpartján terül el, a magyar határtól 800 m-re, Szentgotthárdtól 7 km-re nyugatra.
A kataszteri közösségek Horvátfalu, Pócsfalu és Weichselbaum.

## Története

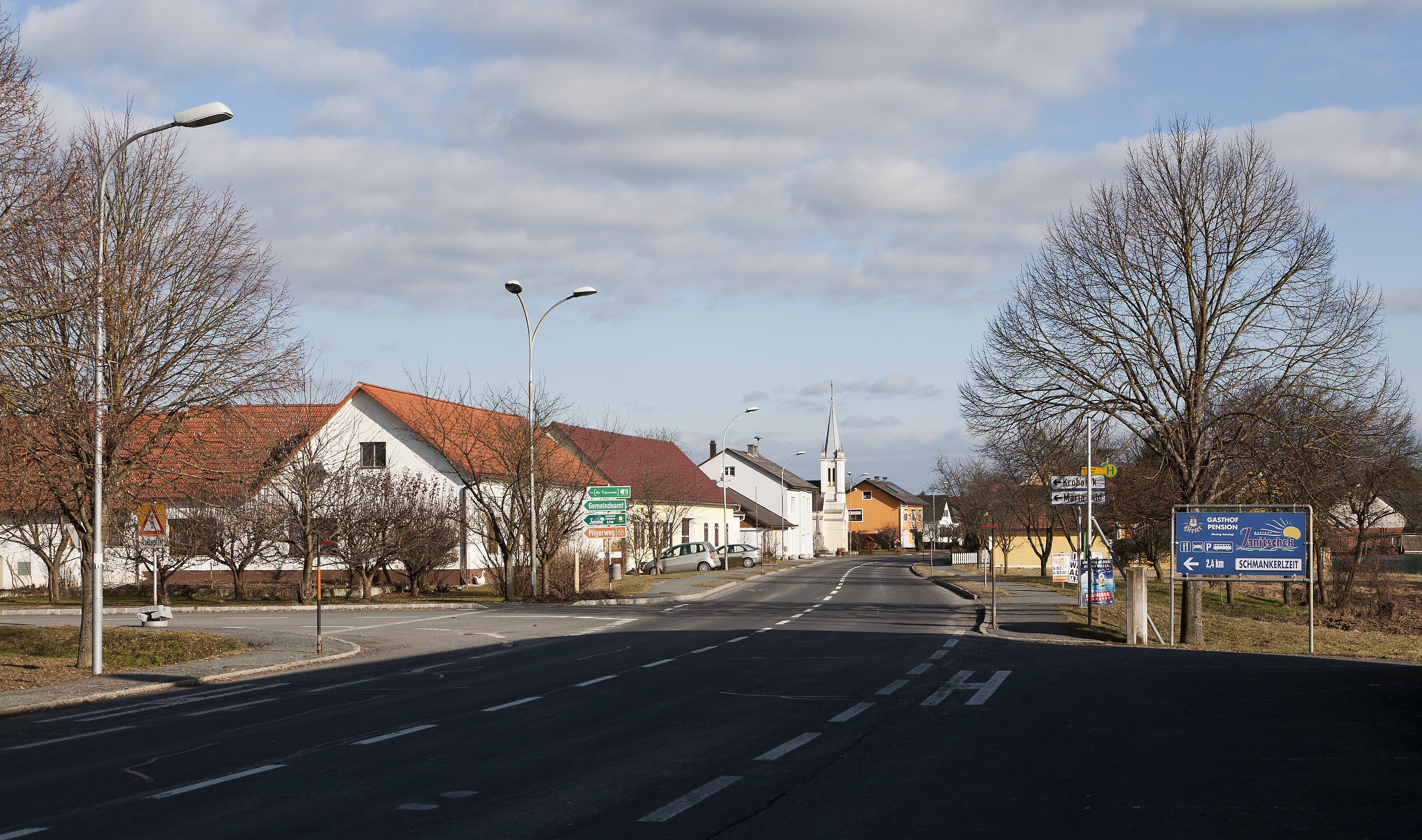
Utcakép

Első írásos említése 1187-ből származik Badofalu néven. A szentgotthárdi apátság birtokát képezte, amit 1183-ban alapítottak és egy év múlva megkezdődött a letelepedés környéken, így az apátság legrégibb településének számít, s III. Orbán pápa levelében is említést találunk róla, amely mint majort jelöli meg. Fekvéséből következik, hogy erdőirtáson, ill. talajszárításon keletkezett. További említései még 1350 Badafolua, 1538 Bodafalwa, 1552 Bodofalva.
A 16. században közepes nagyságú faluként szerepel. 1664-ben részben itt állt a keresztény sereg tábora, ami a szentgotthárdi ütközetben csapott össze az oszmán-törökökkel. A harcok során a falu elpusztult, s a század végén többségében németeket telepítettek a faluba. A ciszterek 12–13. századi telepítése során szlávok (szlovénok) is kerülhettek a vidékre.
A faluban a ciszterek szőlőtermelést honosítottak meg, ami napjainkban is tart. 1788-ban épült fel a badafalvai kegytemplom. Innen 3 km-re egy hegyen található a Máriakép-kápolna, mely búcsújáróhely 1749 óta.
A  trianoni békeszerződésig Vas vármegye Szentgotthárdi járásához tartozott, majd Ausztriához került.

## Lakossága

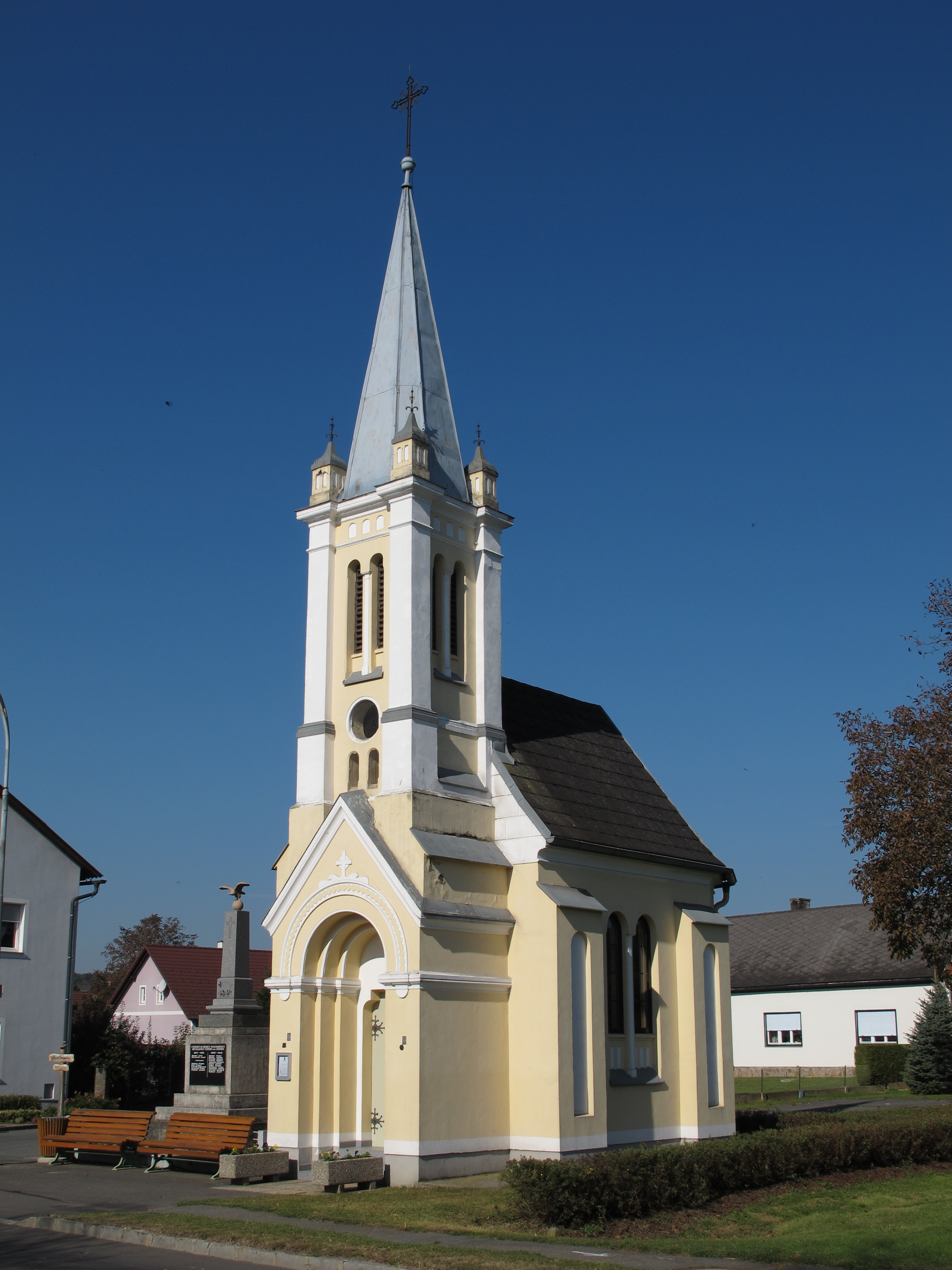
Kápolna

1910-ben 1639 lakosából 1559 fő német, 30 magyar, 50 egyéb nemzetiségű volt.
2001-ben 796 lakosából 783 német, 4 magyar, 2 szlovén, 2 cseh, 5 egyéb nemzetiségű volt.

## Külső hivatkozások
- Kislexikon – Badafalva [Tiltott forrás?]
- Vasi digitális könyvtár – VASVÁRMEGYE KÖZSÉGEI